# Biografisch Woordenboek van Nederland
Het Biografisch Woordenboek van Nederland (BWN) is een Nederlands biografisch naslagwerk, waarin biografieën van bekende (en minder bekende maar wel vermeldenswaardige) Nederlanders zijn opgenomen.
Het BWN is de opvolger van het Nieuw Nederlandsch Biografisch Woordenboek (NNBW), dat tussen 1911 en 1937 in tien delen verscheen. Daarin waren personen opgenomen die voor 1910 waren overleden. De eindredacteuren van dit werk waren P.C. Molhuysen, P.J. Blok en F.K.H. Kossmann.
In 1971 nam de Leidse hoogleraar Ivo Schöffer het initiatief tot een vervolg. Het eerste deel van het BWN verscheen in 1979; het zesde (en laatste) deel verscheen in 2008 op papier.
De biografieën in het BWN zijn geschreven door vele auteurs. Sinds 2002 zijn alle levensbeschrijvingen online te raadplegen op de website van het Huygens ING.